# James Slack
Pour les articles homonymes, voir Slack.
James Slack est le porte-parole officiel du Premier ministre et un ancien journaliste britannique,. Auparavant rédacteur en chef des affaires intérieures au Daily Mail, il a été nommé rédacteur politique du journal en octobre 2015, en remplacement de James Chapman, lui-même nommé porte-parole de George Osborne, alors chancelier de l'Échiquier.  
Au Daily Mail, en tant que rédacteur en chef des Affaires intérieures, Slack participe à la campagne visant à empêcher l'extradition vers les États-Unis de Gary McKinnon, qui souffre du syndrome d'Asperger, pour faire face à des accusations de piratage informatique,,.  
Le 4 novembre 2016, Slack rédige la première page du Daily Mail, titré du fameux et controversé « Ennemis du peuple » (« Enemy of the People »), qui critiquait les juges de la Haute Cour de justice d'Angleterre, à la suite de leur décision controversé concernant le Brexit.  
Fin janvier 2017, il est annoncé que Slack serait nommé porte-parole officiel du Premier ministre,, ce qui est confirmé le 10 février 2017. Il reste en poste après l'arrivée au pouvoir de Boris Johnson le 24 juillet 2019.